# Hougaoshizhuang (sockenhuvudort i Kina, Shanxi Sheng, lat 39,83, long 112,08)
Hougaoshizhuang är en sockenhuvudort i Kina. Den ligger i provinsen Shanxi, i den norra delen av landet, omkring 220 kilometer norr om provinshuvudstaden Taiyuan. Antalet invånare är 6 235. Befolkningen består av 3 101 kvinnor och 3 134 män. Barn under 15 år utgör 14,0 %, vuxna 15-64 år 75 %, och äldre över 65 år 9,0 %.
Runt Hougaoshizhuang är det ganska tätbefolkat, med 149 invånare per kvadratkilometer. Närmaste större samhälle är Zuhu, 11,4 km söder om Hougaoshizhuang. Trakten runt Hougaoshizhuang består i huvudsak av gräsmarker.
Genomsnittlig årsnederbörd är 614 millimeter. Den regnigaste månaden är juli, med i genomsnitt 179 mm nederbörd, och den torraste är december, med 3 mm nederbörd.